# Viola bessarabica
Viola bessarabica är en violväxtart som beskrevs av Zapal.. Viola bessarabica ingår i släktet violer, och familjen violväxter. Inga underarter finns listade i Catalogue of Life.